# 日本顎口腔機能学会
日本顎口腔機能学会（にほんがくこうくうきのうがっかい、JAPANESE SOCIETY OF STOMATOGNATHIC FUNCTION）とは、顎口腔系の諸機能を中心とした学問を取り扱う専門学術団体の一つである。日本歯科医学会の認定分科会。

## 概要
1982年に下顎運動機能とEMG研究会が日本ME学会専門別研究会として設立、顎口腔機能研究会を経て、1993年に日本顎口腔機能学会となる。

## 総会
- 年1回/学術大会年2回

## 本部事務局
- 〒102-8159 東京都千代田区富士見1-9-20 日本歯科大学生命歯学部 歯科補綴学Ⅰ

## 学会誌
- 『日本顎口腔機能学会雑誌』年2回発刊 ISSN 1340-9085 OCLC Number:319715014

## 大会等
| 年     | 月日           | 名称                              | 会長     | 会場         | テーマ | 参加者数 | 備考        |
| ------ | -------------- | --------------------------------- | -------- | ------------ | ------ | -------- | ----------- |
| 2012年 | 4月21日～22日  | 日本顎口腔機能学会 第48回学術大会 | 山田一尋 | 松本歯科大学 |        |          | [ 2 ] [ 3 ] |
| 2012年 | 10月20日～21日 | 日本顎口腔機能学会 第49回学術大会 | 鱒見進一 | 九州歯科大学 |        |          | [ 4 ]       |

## 加盟団体
- 日本歯科医学会
- 日本歯学系学会協議会
- 歯学系学会社会保険委員会連合